# 扶貧委員會籌備小組
扶貧委員會籌備小組的主席是梁振英，目的為籌備於2012年恢復建立的扶貧委員會，原定預定於同年7月開始運作。成員包括新政務司長，勞工福利局長、社區組織協會主任何喜華、社聯行政總裁方敏生、新世界主席鄭家純及關愛基金執行委員會主席羅致光。

## 背景
香港貧富差距在2012年6月19日堅尼係數已經到達0.537，距臨界點0.60不遠。 （页面存档备份，存于）

## 外部參考
- 香港政府 新聞公報 （页面存档备份，存于）
- Apple Daily